# 比尔·霍布斯
比尔·霍布斯（英語：Bill Hobbs，1949年7月30日—2020年1月4日），美国男子赛艇运动员。他曾代表美国参加1968年和1972年夏季奥林匹克运动会赛艇比赛，其中1972年奥运会获得一枚银牌。